# Pteromalus chrysos
Pteromalus chrysos är en stekelart som beskrevs av Walker 1836. Pteromalus chrysos ingår i släktet Pteromalus och familjen puppglanssteklar. Arten är reproducerande i Sverige. Inga underarter finns listade i Catalogue of Life.